# Theodore Kaczynski
Theodore John Kaczynski (Chicago, 22. svibnja 1942. – FMC Butner, 10. lipnja 2023.) bio je američki matematičar i anarhoprimitivistički terorist, poznat pod nadimkom Unabomber.
Iako izuzetno inteligentan student matematike, Kazcynski je odbacio karijeru sveučilišnog profesora i prihvatio pustinjački život u planinama.  Od 1978. do 1995. slao je pisma-bombe diljem SAD-a kojima je uglavnom ciljao fakultetske profesore i ljude povezane sa znanošću i tehnologijom.  U pamfletu Industrijsko društvo i njegova budućnost (ili Unabomberov manifest), koji je pod njegovom prijetnjom objavljen u novinama 1995. godine, objasnio je svoje akcije kao otpor prema modernom društvu i načinu života, zagovarajući ekstremno individualističke, anarhoprimitivističke ideje.  FBI je godinama neuspješno tragao za njim slijedeći lažne tragove koje im je podmetao;  dali su mu kodno ime UNABOM ("UNiversity and Airline BOMber") što su mediji pretvorili u Unabomber.  Prijavio ga je brat koji je postao sumnjičav spram njega nakon što je u novinama pročitao Manifest; uhićen je u travnju 1996. Dijagnosticirana mu je paranoidna shizofrenija i osuđen je na doživotni zatvor bez mogućnosti pomilovanja zbog ubojstva troje ljudi te ranjavanja dvadeset i devet.  U zatvoru se aktivno bavio pisanjem.

## Mladost
Kaczynski je rođen u Chicagu, u američkoj obitelji poljskog porijekla.  Tamo je pohađao i školu gdje je na testiranju imao vrlo visok kvocijent inteligencije (rezultati nisu sačuvani, a po njegovim tvrdnjama procijenjeni IQ mu je bio između 160 i 170 te je roditeljima rečeno da je genij).  Zbog toga mu je dano da nakon petog razreda odmah upiše sedmi;  preskakanje razreda je kasnije opisivao kao traumatičan životni događaj jer se u društvo starije djece nije uklapao te je često bio žrtva verbalnog zlostavljanja.  U srednjoj školi je također preskočio jedanaesti razred; završio ju je sa šesnaest godina i 1958. upisao Harvard.
Na Harvardu je sudjelovao u psihološkim testovima koje je od 1959. do 1962. provodio kontroverzni profesor i bivši vojni psiholog specijaliziran za istraživanje stresa Henry A. Murray.  Studentima je rečeno da će razgovarati o osobnoj filozofiji, a umjesto toga bili bi psihički napadnuti od strane anonimnog odvjetnika dok su s priključenim mjernim elektrodama sjedili na stolici ispred zrcala.  Njihove bijesne reakcije su bile snimljene i prikazivane im kasnije za vrijeme proučavanja.  Test je imao jak utjecaj na uključene studente; odvjetnik Kaczynskog je 1998., za vrijeme sudskog procesa, branio klijenta isticanjem da je prije testiranja bio emocionalno stabilan te da je jedan dio njegove kasnije nestabilnosti i straha od kontrole uma posljedica iz tog razdoblja.
Na Harvardu je diplomirao 1962. godine nakon čega je upisao Mičingensko sveučilište gdje je magistrirao i doktorirao matematiku riješivši u manje od godinu dana problem iz područja kompleksne analize koji njegov profesor George Piranian nije uspijevao savladati;  on je kasnije tvrdio da je za Kaczynskog malo reći da je bio pametan.  Jedan od profesora koji je ocjenjivao disertaciju ustvrdio je da je dostignuće Kaczynskog razumjelo i znalo cijeniti možda deset ili dvanaest ljudi u zemlji.  Neko vrijeme je radio na sveučilištu i objavljivao znanstvene članke vezane uz svoje matematičko istraživanje.  Nije bio druželjubiv.
U jesen 1967. se zaposlio kao asistent matematike na sveučilištu Berkeley u Kaliforniji.  Njegova odvojenost od ljudi rezultirala je negodovanjem među studentima iako su ga kolege cijenile.  1969. je dao ostavku bez objašnjenja.  Calvin Moder, tadašnji čelnik odjela, kasnije je ustvrdio da je Kaczynski, s obzirom na svoju impresivnu doktorsku tezu i prateće publikacije, mogao napredovati i do danas se uvrstiti među rukovodeće osoblje fakulteta.  Nakon odlaska nije više imao trajnog zaposlenja, živio je skromno u zabačenoj kolibi, uz povremene poslove dobivao i nešto financijske pomoći od obitelji;  neko vrijeme je radio s ocem i bratom u tvornici. 

## Bombaški napadi
Prvo pismo-bomba poslano je u svibnju 1978. profesoru Buckleyju Cristu sa sveučilišta Northwestern.  Paket je prvo pronađen na parkiralištu u čikaškom sveučilištu Illinois s Cristovom povratnom adresom odakle je vraćen Cristu;  jer je on bio sumnjičav glede pošiljke obavijestio je o njoj policajca zaduženog za sveučilište.  Policajac Terry Marker otvorio je paket pri čemu mu je eksplozija lakše ozlijedila ruku.  Prva bomba bila je loše napravljena, no Kaczynski je kasnije usavršio tehniku.
1979. bomba je postavljena u teretnom prostoru američkog putničkog zrakoplova koji je letio od Chicaga do Washingtona.  Zbog loše napravljenog satnog mehanizma nije eksplodirala (a imala je dovoljno snage da razori zrakoplov), nego se počela dimiti pa je pilot prizemljio letjelicu.  Mnogi putnici su kasnije završili u bolnici zbog udisanja dima.  Budući da je bombaški napad na zrakoplove federalni zločin, slučaj je preuzeo FBI koji je za nepoznatog napadača smislio kodno ime UNABOM (UNiversity and Airline BOMber).   U početku su mislili da je napadač zrakoplovni mehaničar, no agent John E. Douglas smatrao je da se o radi o akademski obrazovanoj osobi jer su bombe, iako izrađene od lošeg materijala, bile vrlo sofisticirane;  njegova teorija je tada zanemarena.  
Prva ozbiljnija ozljeda dogodila se 1985. kada je John Hauser, diplomac s Berkeleyja i kapetan američkog zrakoplovstva, izgubio četiri prsta i vid na jedno oko;  nekoliko dana nakon toga saznao je da je primljen na obuku za astronauta za koju se ranije prijavio.  Bombe su bile ručne izrade, dijelom napravljene od drveta, a neki njihovi dijelovi nosili su natpis FC za koji je kasnije otkriveno da znači Freedom Club.  1985. ubijen je Hugh Scruton, tridesetosmogodišnji vlasnik trgovine računalima u Kaliforniji.  Sličan napad na trgovinu računalima počinjen je i dvije godine kasnije u Utahu.
Nakon šestogodišnje pauze, Kaczynski je opet napao 1993. godine poslavši bombu Davidu Gelernteru, profesoru računarstva na Yaleu i izumitelju programskog sustava Linda.  Iste godine bomba je osakatila i genetičara Charlesa Epsteina.  Kaczynski je New York Timesu poslao pismo u kojemu krivnju za napade preuzima njegova grupa FC.  1994. bombom je ubijen reklamni stručnjak Thomas J. Mosser iz New Jerseyja;  u pismu Kaczynskog ubojstvo je opravdavano tvrdnjom da su poslovne službe za odnose s javnošću odgovorne za manipulacije stavovima pučanstva.  Sljedeće godine ubijen je Gilbert Murray, predsjednik Kalifornijske šumarske udruge. 
Ukupno, Kaczynskom je pripisano 16 bombaških napada u kojima je ubijeno troje i ranjeno 29 ljudi.  Tehnike izrade bombi su se s vremenom mijenjale, ali sve, osim nekoliko prvih, sadržavale su metalne pločice sa slovima FC.  Kaczynski je također često ostavljao lažne tragove kojima bi zavaravao istražitelje: otisci prstiju na bombama nikada nisu odgovarali onima u njegovim pismima;  u pismu koje je primila CIA je pronađen trag koji sugerira da Kaczynski živi u planinama Sierra koje je policija zatim danima bezuspješno pretraživala dok je on boravio u planinama Montane.  

## Uhićenje i suđenje
1995. Kaczynski je poslao nekoliko pisama, neka i svojim bivšim žrtvama, u kojima opisuje svoje ciljeve i postavlja zahtjev da se njegov tekst Industrijsko društvo i njegova budućnost (poznat pod nazivom Unabomberov manifest) objavi u nekim popularnim novinama – obećao je da će u tom slučaju obustaviti daljnje bombaške napade.  Iako je ispravnost objavljivanja postala predmetom kontroverzi, nakon još nekoliko prijetnji i ocjene teksta kao prihvatljivog za javnost, pamflet je objavljen u New York Timesu i Washington Postu 19. rujna 1995. godine;  policija se nadala da će netko prepoznati stil pisanja i dati kakav koristan trag.  
David Kaczynski je na temelju teksta prijavio svojeg brata Theodora kojeg je opisao kao paranoičnog shizofrenika koji, otuđen od obitelji, živi poput pustinjaka u Montani.  David je nekada bio blizak s bratom, ali je kasnije napustio survivalist životni stil.  FBI je ispočetka odbacio teoriju da je Ted Kazcynski odgovoran za napade, no nakon lingvističke forenzičke analize tekstova koje su dali njegov brat i majka, izdan je nalog za njegovo uhićenje u travnju 1996. Davidu je obećano da će njegov identitet ostati prikriven, odnosno da Tedu neće otkriti tko ga je prijavio, ali je informacija ipak procurila.  Novac koji je dobio za nagradu podijelio je obiteljima bratovih žrtava.   
Godine 1995. student engleskog na sveučilištu Brigham Young primijetio je da je roman Josepha Conrada, Tajni agent, iz 1907. možda potaknuo Unabombera na napade na profesore i znanost.  Lik u romanu, poznat pod nadimkom Profesor, također je odbacio karijeru sveučilišnog profesora te postao pustinjak.  Ovo je dodatno potvrđeno nakon uhićenja Kaczynskog kada su istražitelji otkrili da je on kao dječak doista imao tu knjigu te da ju je nekoliko puta pročitao, a prilikom putovanja se koristio pseudonimima Conrad i Konrad.  
Odvjetnici Kaczynskog, predvođeni Anthonyjem Gallagherom, pokušali su ga obraniti neuračunljivošću;  sudski psihijatar mu je dijagnosticirao paranoidnu shizofreniju, ali proglasio ga je sposobnim za suđenje.  Članovi obitelji su naveli da bi se Ted u konfliktnim situacijama emocionalno isključio;  taj hendikep je protumačen kao znak poremećaja koji ga je naveo na zločine i razlog nemogućnosti da navede ostale ljude koji su možda bili u njih upleteni.  U Manifestu se Kaczynski stalno služio prvim licem množine sugerirajući da je u terorističke akcije upletena grupa ljudi.  Vlasti su ranije slijedile razmatrale i druge potencijalne krivce, ali konačni zaključak bio je da je Kaczynski sam sve organizirao i izvodio.  Kriteriji po kojima je birao žrtve ostali su nepoznati kao i razlog zbog kojega je napao zrakoplov i nekoliko bombi postavio nasumce.
Dana 7. siječnja 1998. Kaczynski se pokušao objesiti.  22. siječnja je izbjegao smrtnu kaznu priznavši krivnju, ali je kasnije želio povući iskaz tvrdeći da je bio prisiljen na njega;  zahtjev mu je odbijen i kaznu doživotnog zatvora bez mogućnosti pomilovanja služi u strogom zatvoru ADX Florence u Coloradu. 
U zatvoru se aktivno bavio pisanjem i dopisivanjem.  Posebni odjel knjižnice Mičigenskog sveučilišta čuva njegove odgovore na pisma od preko 400 ljudi s kojima je bio u kontaktu nakon travnja 1996. kada je uhićen.  Neopasne stvari koje su prilikom uhićenja zaplijenjene u njegovoj kolibi su po sudskom nalogu 2006. prodane na internetskoj dražbi, a novac je podijeljen žrtvama kao dio milijunske odštete koju je dužan.  U listopadu 2005. Kaczynski je ponudio knjižnici sveučilišta Northwestern dvije rijetke knjige koje ima, no donacija je odbijena s obrazloženjem da knjižnica već posjeduje primjerke tih djela.